# Oxyagrion tennesseni
Oxyagrion tennesseni là một loài chuồn chuồn kim trong họ Coenagrionidae.
Loài này được xếp vào nhóm loài thiếu dữ liệu trong sách Đỏ của IUCN năm 2007.
Oxyagrion tennesseni được miêu tả khoa học năm 1999 bởi Mauffray.